# أليس براون تشيتندن
أليس براون تشيتندن (بالإنجليزية: Alice Brown Chittenden)‏ هي رسامة أمريكية، ولدت في 14 أكتوبر 1859 في بروكبورت في الولايات المتحدة، وتوفيت في 13 أكتوبر 1944 في سان فرانسيسكو في الولايات المتحدة.